# خيرسو
كيرسو (Χέρσο) هي مدينة في كيلكيس في مقاطعة فوريا إلادا في اليونان.